# Mellansjön (Burseryds socken, Småland)
Mellansjön är en sjö i Gislaveds kommun i Småland och ingår i Ätrans huvudavrinningsområde.